# Mélisme
Ne doit pas être confondu avec mellisme.

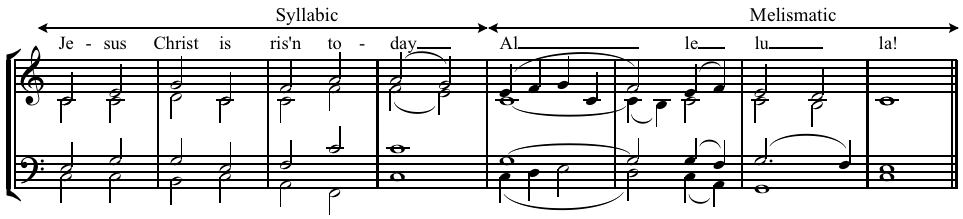
Chant syllabique pour la première moitié, puis trois mélismes sur le mot « Alleluia ».

Dans l'art musical, un mélisme est une figure mélodique de plusieurs notes consécutives portant une même syllabe.
Le style mélismatique s'oppose au style syllabique, dans lequel chaque syllabe du texte est chantée par une seule note.
Le mélisme est le plus souvent une mélodie conjointe, donc formée de notes voisines.
Dans les mélodies traditionnelles, le mélisme naît de l'augmentation par broderie d'une mélodie initiale simple.

## Histoire
Les anciennes cultures utilisaient les techniques mélismatiques afin d'accéder à des états de transe hypnotique, ce qui était le but recherché dans certains rites initiatiques, par exemple les Mystères d'Éleusis, ou pour la contemplation mystique. On la retrouve de nos jours dans de nombreux types de chants religieux, juifs, hindouistes ou musulmans.
Le tahrir est employé dans la musique iranienne.
Pour la musique occidentale, le terme apparaît principalement dans le contexte du chant grégorien et des chants de troubadours, mais il peut être appliqué à la description de n'importe quel style de musique, comme la musique baroque ou le gospel.
De nos jours, le mélisme est couramment employé dans la musique populaire du Moyen-Orient, d'Europe centrale et des Balkans, ainsi que dans la musique classique indienne.

## Tradition liturgique juive
Dans la tradition juive, il est encore employé couramment de nos jours pour la lecture de la Torah, et dans le déroulement de la liturgie.
Dans le texte massorétique, on voit apparaître les premiers mélismes à partir du VIIe siècle ou du VIIIe siècle.

## Chant grégorien
Un mélisme du chant grégorien est un mode d'ornementation extrême où une même syllabe est développée par plusieurs neumes, qui peuvent comprendre plusieurs incises.
Dans une pièce de chant grégorien, le style mélismatique amplifie une syllabe par des neumes composés, qui peut aller de quelques neumes à une phrase musicale complète.
Le jubilus a une signification liturgique. Selon les Pères de l'Église, la louange liturgique n'est pas humaine, c'est la louange céleste qui exprime la joie éternelle et divine. Cette joie est inexprimable, et pour la libérer de l'imperfection des mots, elle est représentée par un long mélisme sans paroles. Saint Augustin commente : « celui qui jubile ne peut s'exprimer par des mots ».
On trouve surtout des mélismes dans les différentes pièces de la messe : l'Alléluia en a toujours un ou deux (dans les premiers manuscrits), les graduels et les traits en ont généralement de nombreux (mais ils sont rarement chantés dans les liturgies modernes).
|                                                 |
| Exemple de mélisme d'Alléluia : vigile de Noël. |

|                                                                             |
| Exemple de style mélismatique : dernière reprise du kyrie "Fons bonitatis". |